# Filexilia trisetosa
Filexilia trisetosa är en kräftdjursart som beskrevs av Conroy-Dalton och Rony Huys 1997. Filexilia trisetosa ingår i släktet Filexilia och familjen Ameiridae. Inga underarter finns listade i Catalogue of Life.